# جوافة بيضاء
جُوَافَة بيضاء (الاسم العلمي: Psidium albescens) هي نوع من النباتات تتبع جنس الجوافة من فصيلة الآسية.